# Attentats du 7 mai 2005 à Rangoun
Les attentats du 7 mai 2005 à Rangoun sont des explosions de bombes presque simultanées qui ont fait 11 morts et 162 blessés le 7 mai 2005 à Rangoun, en Birmanie.

## Déroulement
Le 7 mai 2005, des explosions de bombes presque simultanées se sont produites dans deux supermarchés et un centre de congrès à Rangoun. La première bombe a explosé dans une salle d'exposition à canton de Mingala Taungnyunt (en) où une foire commerciale thaïlandaise était en cours, tuant trois personnes dont un moine bouddhiste et en blessant beaucoup d'autres. La deuxième explosion a eu lieu dans un supermarché City Mart dans le canton de Mayangon (en) et la dernière explosion a frappé le centre commercial Dagon près de l'intersection de Myaynigone (en).

## Enquête
Les autorités ont blâmé l'Union nationale karen, l'Armée de l'État Shan-Sud (en), le Parti progressiste national Karenni et le gouvernement de coalition nationale de l'Union de Birmanie (en). L'Union nationale Karen et l'Armée de l'État Shan-Sud ont rapidement nié toute responsabilité.